# 폼나게 먹자
《폼나게 먹자》는 SBS TV에서 방송되었던 예능 프로그램이며 2018년 9월 7일부터 2018년 10월 26일까지 방송되었는데 한때 시즌2 논의가 있었으나 연출자 민선홍 PD의 퇴사 등 여러가지 사정 때문에 무산됐다.

## 폼나게 먹자 개요

### 기획 의도
- 우리가 잘 알지 못하는 토종 식재료를 찾아 전통 방식의 요리를 맛보고, 스타 셰프들과 함께 식재료를 활용한 색다른 요리법을 함께 알아보는 프로그램

### 프로그램 역사
- 2018년 9월 7일 ~ 10월 26일 : 매주 금요일 밤 11시 20분에 독립 편성되어 1부, 2부로 분할 방영되었다.

## 방송 시간
| 방송 채널 | 방송 기간                         | 방송 시간 | 방송 시간                    | 비고      |
| SBS TV    |                                   |           |                              |           |
| --------- | --------------------------------- | --------- | ---------------------------- | --------- |
| SBS TV    | 2018년 9월 7일 ~ 2018년 10월 26일 | 1부       | 매주 금요일 밤 11:20 ~ 12:00 | 분리 편성 |
| SBS TV    | 2018년 9월 7일 ~ 2018년 10월 26일 | 2부       | 매주 금요일 밤 12:00 ~ 12:40 | 분리 편성 |

## 역대 출연자
| 출연진 및 패널             | 방송 기간                         | 방송 회차 |
| -------------------------- | --------------------------------- | --------- |
| 이경규, 김상중, 채림, 로꼬 | 2018년 9월 7일 ~ 2018년 10월 26일 | 1 ~ 8회   |

## 시청률

### 2018년
| 회차 | 방송일    | AGB 시청률     |
| 회차 | 방송일    | 대한민국(전국) |
| ---- | --------- | -------------- |
| 1    | 9월 7일   | 3.4%           |
| 1    | 9월 7일   | 3.1%           |
| 2    | 9월 14일  | 2.7%           |
| 2    | 9월 14일  | 2.5%           |
| 3    | 9월 21일  | 2.9%           |
| 3    | 9월 21일  | 2.3%           |
| 4    | 9월 28일  | 2.9%           |
| 4    | 9월 28일  | 2.4%           |
| 5    | 10월 5일  | 2.9%           |
| 5    | 10월 5일  | 2.7%           |
| 6    | 10월 12일 | 2.7%           |
| 6    | 10월 12일 | 1.9%           |
| 7    | 10월 19일 | 3.9%           |
| 7    | 10월 19일 | 3.1%           |
| 8    | 10월 26일 | 2.5%           |
| 8    | 10월 26일 | 2.2%           |

## 참고 사항
- 원래 김어준의 블랙하우스 후속으로 편성될 계획이었으나 메인 MC 이경규가 동시간대 채널A 도시어부에 출연 중[5]이었던 터라 불발됐으며 수요일 정규 편성론도 제기되었지만[6] 이경규가 동시간대 JTBC 한끼줍쇼에 출연 중이었던 터여서 금요일 밤 11시 20분으로 정규 편성됐다.